# Johann Friedrich Gronovius
Se även Jan Frederik Gronovius

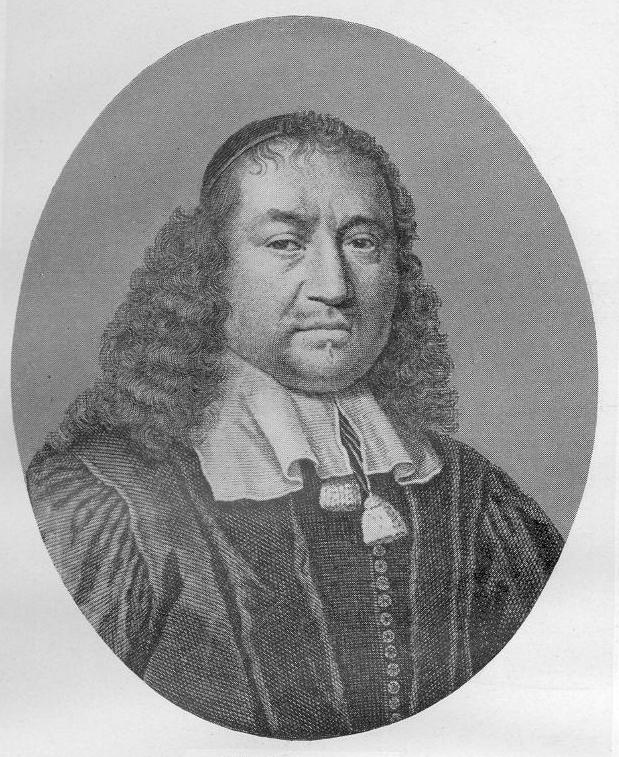
Johann Friedrich Gronovius

Johann Friedrich Gronovius, född 8 september 1611 i Hamburg, död 28 december 1671 i Leiden, var en tysk-nederländsk språkforskare och textkritiker; far till Jakob Gronovius.
Gronovius blev 1643 professor i historia och vältalighet i Deventer och 1658 i Leiden, där han hade många svenska lärjungar. Hans upplagor av bland andra Statius, Livius, Tacitus, Seneca och Sallustius samt av Hugo Grotius verk "De jure belli et pacis" samt Observationum libri IV (1639-52; ny upplaga 1831) var av stort värde för språkforskningen, och hans Commentarius de sestertiis (1643) för de romerska antikviteterna. 